# Fernando Costa
Pour les articles homonymes, voir Costa.
Fernando Costa, né en 1970 à Sarlat-la-Canéda (Dordogne), est un sculpteur-soudeur français autodidacte. Actif depuis 1998, son œuvre est reconnaissable grâce à l'utilisation, comme matière première, d'anciens panneaux signalétiques, plaques de rues ou autres supports en ferraille qu'il recycle en œuvres d'art. Il les découpe, les taille et les assemble à nouveau en les soudant sur des plaques de fer. Il signe ses œuvres sous le nom de COSTA,

## Biographie

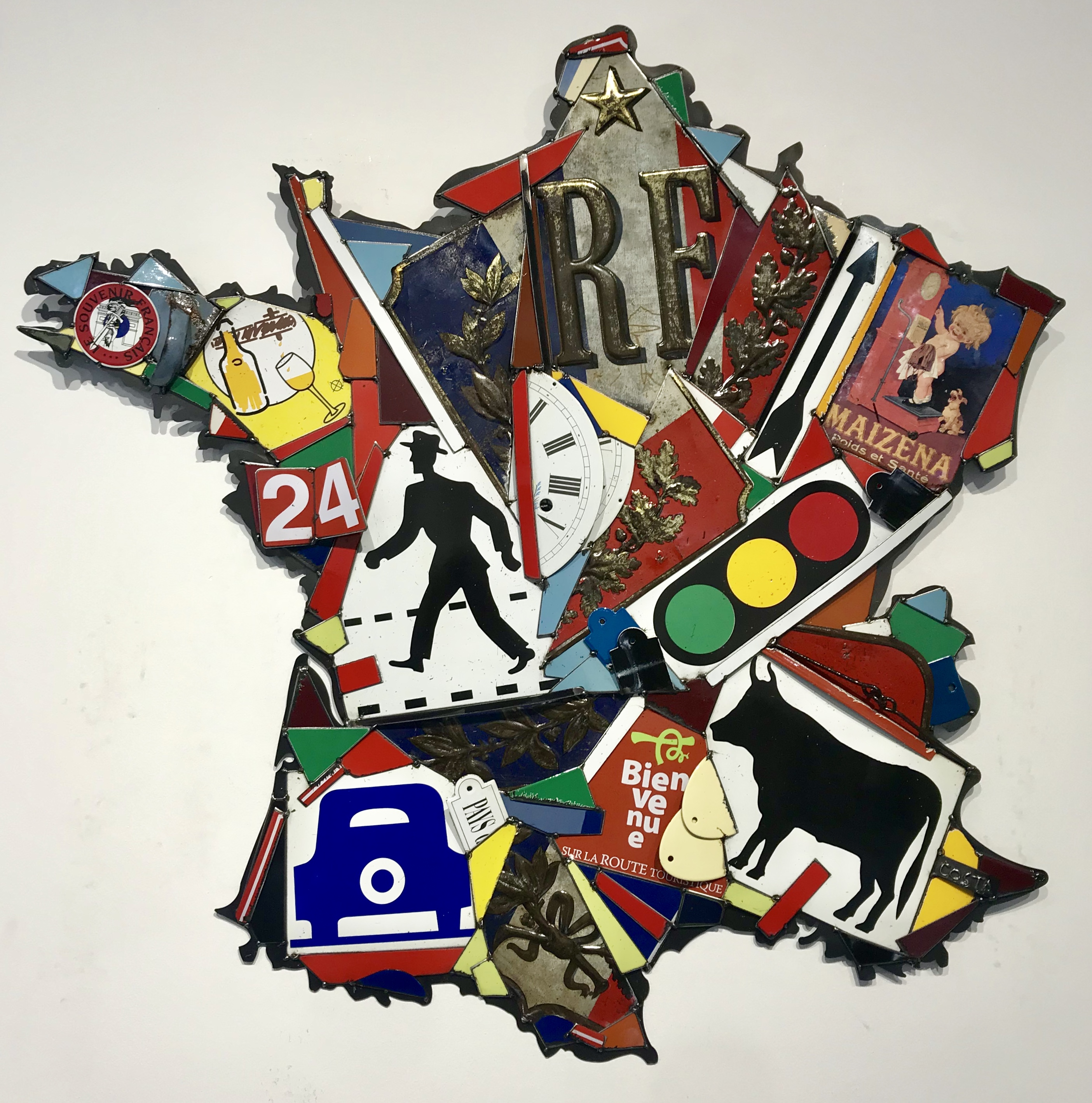
La France - 2019 H 100 cm

Fernando Costa est installé près de Sarlat-la-Canéda (Dordogne) à quelques kilomètres de l'endroit où il est né.
Après des études en hôtellerie, Il devient steward à bord du paquebot Queen Elizabeth 2 de 1991 à 1993, puis, de 1994 à 1997, entre au service de la Trust Forte House, première chaîne mondiale de palaces. Grand admirateur de César et fasciné par son univers, il décide de tout quitter en 1998 pour se consacrer à la création artistique ; il trouve un support original : les panneaux de signalisation périmés. Il devient ainsi l'« Artiste du recyclage"en récupérant ici et là tous ces supports mis au rebut.

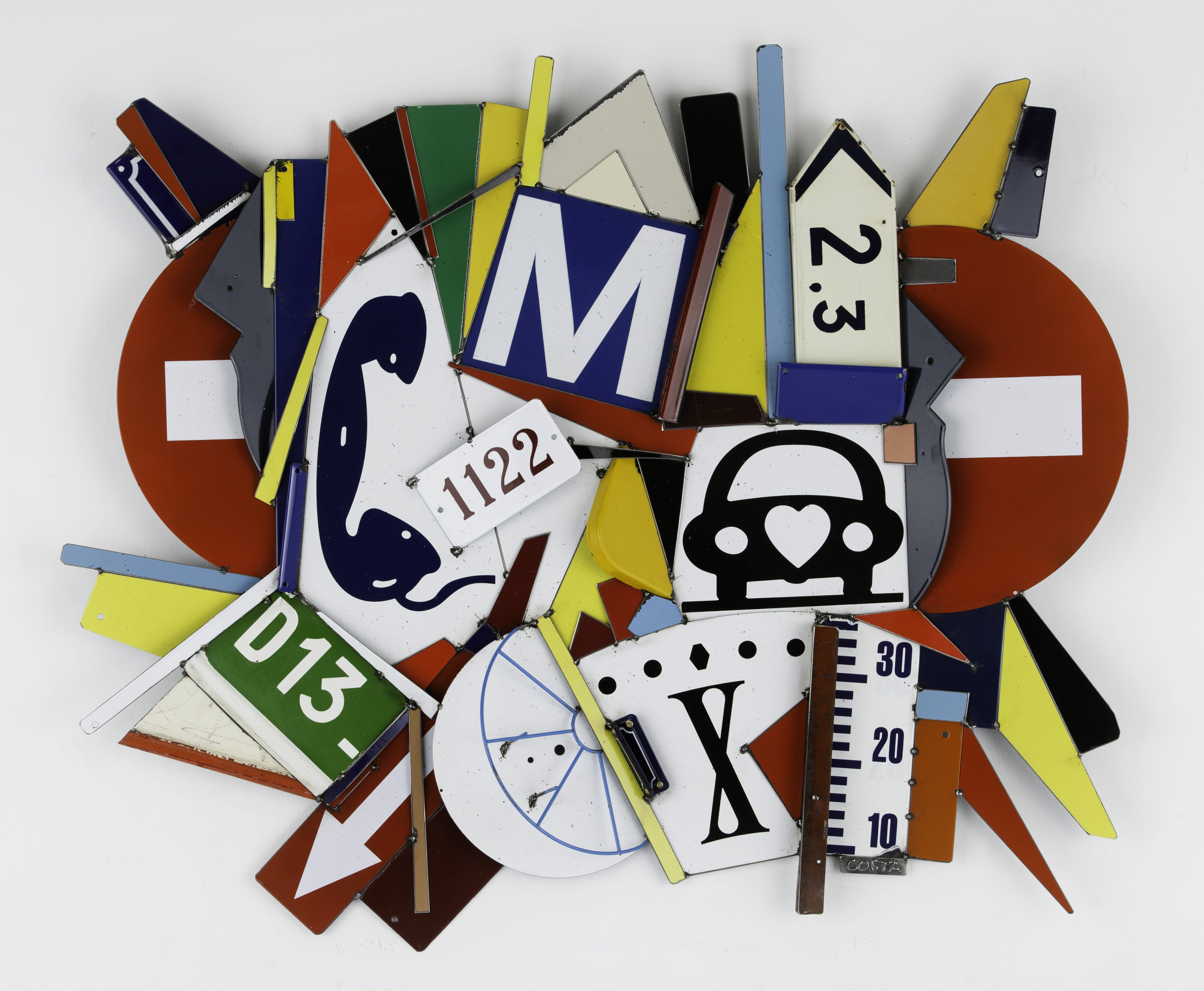
il découpe la signalétique routière et la recycle en œuvres d'art

Sa première expo à Paris en janvier 2000 a été très remarquée. Des médias étrangers se sont intéressés à ses créations : télés belges, canadiennes et anglaises, des revues ou périodiques comme Archi Design, l’Auto-journal, l’Argus, Modes et travaux, Pariscope… En 20l2, la version chinoise du magazine international "First class" lui a consacré six pages et la couverture. En 2013 il fut le 18e artiste au monde choisi pour créer l’«Art Car » des 24 h du Mans,, ; consécration pour lui, après Calder, Warhol, César, Arman et Jeff Koons... depuis, Fernando Costa surfe sur la vague du succès. En 2015, Biarritz l'accueillait à la Crypte Sainte Eugénie pour une exposition au titre évocateur : COSTA, 10 ans après CESAR. Pour l'occasion, il crée une œuvre monumentale en hommage à Picasso, une réinterprétation du célèbre "Guernica". Rosine Baldaccini, veuve de César était présente au vernissage de l'exposition.
En 2018, pour les 100 ans de la Grande Guerre, Fernando Costa a créé pour Sarlat, sa ville, une exposition émouvante composée d’une grande œuvre de 235 cm de long (référence aux 235 morts sarladais) et de 32 petits tableaux (14+18), l’ensemble à partir de casques de poilus, de boutons de vareuses, de médaillons de photos, de douilles d’obus, de baïonnettes… Tous ces objets personnels lui ont été confiés par des familles désireuses de les voir ainsi mis en lumière, plutôt qu’enfermées au fond des caves,
Autre événement notable dans sa carrière : fin 2018 il a été choisi pour accompagner la présentation officielle de la DS3 Crossback au DS World à Paris. À cette occasion, il a réalisé deux œuvres monumentales, en résidence à l'usine PSA de Poissy, à partir de la carrosserie des deux modèles présentés officiellement.
Les œuvres de Fernando Costa sont collectionnées par des particuliers du monde entier.

## Son œuvre
Sculpteur-soudeur, Costa découpe les panneaux de signalisation, puis assemble et soude ces ardoises de métal pour donner une seconde vie à ces rebuts de la société. Tantôt abstraits, tantôt figuratifs, ses tableaux jouent sur les couleurs, les formes et les mots.

## Expositions

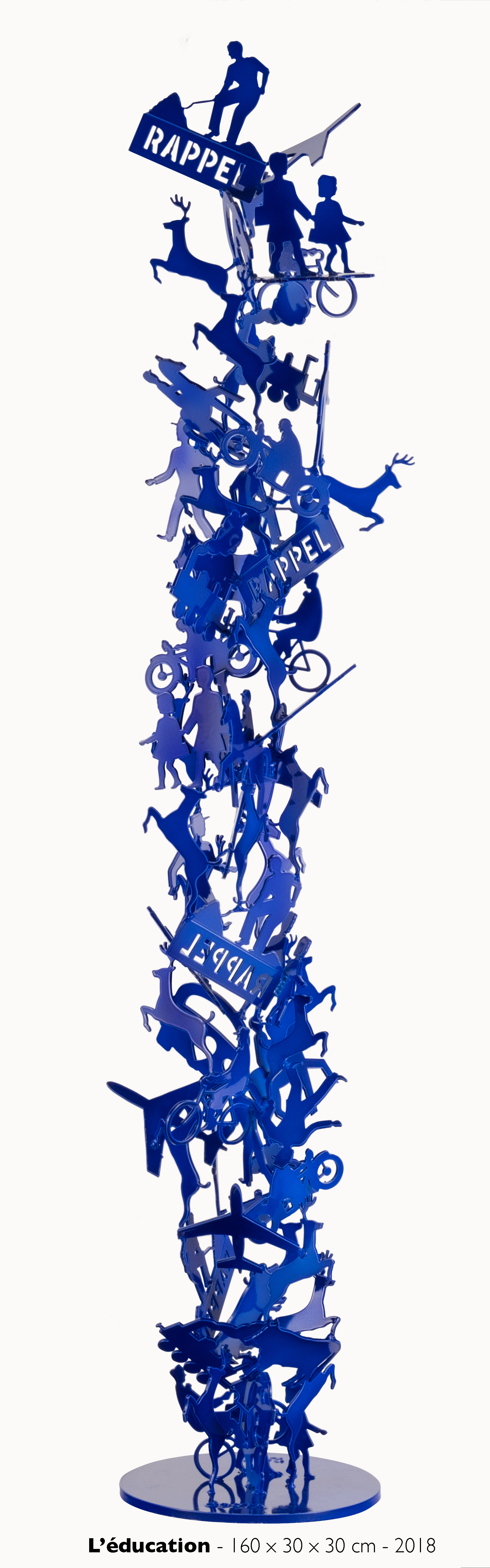
Sculpture en empilement "l'éducation"- 2018

Fernando Costa expose depuis 2003 un peu partout en France, en Europe mais aussi en Chine, à Singapour (où il dispose d'une galerie), aux États-Unis... À Paris, sa galerie permanente se situe dans le Marais (Art Jingle). On retrouve aussi ses œuvres sur l'Île de Ré (la Couarde et Saint Martin)
- 2019 : Musée de la Collectivité, Saint Barthélémy[19]- Off Fiac Paris[20] les Baux de Provence - Chapelle de la Persévérance, Pau - Occitanie Pierres, Cahors - Art Car Jidé Tour Auto, Grand Palais, Paris - 8e avenue, Paris -Base Art, Saint-Raphaël - Galerie L, Genève

- 2018 :« Ceux de 14 »[21], Ancien Evêché, Sarlat - Rétrospective Presbytère St Jacques, Bergerac - Pavillon Art Élysées, Paris (off FIAC)[22] - Café Gloriette, Saint Barthélémy - Galerie Promenarts, St Martin de Ré - Galerie Villa Mecanica, Saint Cirq Lapopie - Château de St Chamarand - Musée du Mécanic Art, Cazals[23]- Galerie Sophie Studio 5, Singapour -Galerie Art Jingle, Paris[24] - Galerie St Martin, Ile de Ré

- 2017 : Ford, Nantes - Arkéa, Brest - Galerie Sophie Studio 5, Singapour[25] - Technic Patrimoine, Perpignan - Galerie Saint-Martin, Ile de Ré - En Ville, Lagny-sur-Marne - Pavillon Art Élysées, Paris (off FIAC) - France/Portugal, Oloron-Sainte-Marie - Galerie Art Jingle, Paris

- 2016 : Musée Vesunna, musée du Périgord et la Visitation à Périgueux[26] - Le Garage, Brive la Gaillarde[27] - Lacordaire, Marseille - Exposition personnelle, Nantes - Galerie Art Jingle, Paris

- 2015 : Crypte Sainte-Eugénie, Biarritz[28] - Salle marché de Lerme, Bordeaux - 8e avenue, Paris (Off FIAC) - Pas à pas, Domme - Dortoir des Moines, Brantôme[29]

- 2014 : Ambassade du Portugal, Paris - Galerie GSN, Pau - Château de Mercues, Cahors - Manoir le Pin, Tours - Galerie French Art Studio, Londres - Galerie Art Jingle, Paris

- 2013 : Ancien évêché, Sarlat - Le Welcome, circuit des 24H, Le Mans - Salons de la Préfecture, Cahors - «Mister Freez », Toulouse - Salon de Laudun l’Ardoise, Avignon - ST’ART, Strasbourg - Galerie Magis, Meyrals -Galerie Art Jingle, Paris

- 2012 : Château de Monbazillac- Galerie Estrades, Lyon- Galerie French Art Studio, Londres- Art O’Clock, Paris la Défense - Galerie 13 avril, Biarritz - Galerie Li-Space, Pékin - ST’ART, Strasbourg - Galerie Gogat, Aigues-Mortes- Chapelle Saint-Libéral, Brive la Gaillarde[30] - Galerie W, Paris - Galerie Art Jingle, Paris

- 2011 : Grand marché d’art contemporain Bastille, Paris - Galerie Art Jingle, Paris - Affordable Art Fair, Bruxelles

- 2010 : Galerie Grémeaux, Arcachon - Galerie W, Paris et Cannes - Affordable Art Fair, New-York - Affordable Art Fair, Bruxelles - Galerie Art Jingle, Paris

- 2009 : Galerie des Templiers, La Baule - Salon « métamorphose des matériaux », Paris - Artexpo, New-York - Galerie Calam’art, Genève - Pavillon Art Élysées, Paris Galerie de la Barre, Lille

## Commandes

### Commandes publiques (collectivités territoriales, État)
- 2011 Diptyque bleu-blanc-rouge, mairie de Gignac
- 2008 Sculpture urbaine (450 × 250 cm), ville de Lagny-sur-Marne[31]
- 2007 Fresque (830 × 250 cm) « mille et une bornes », Saint-Jean-de-la-Ruelle
- 2006 Sculpture du gymnase (6 m), Sarlat
- 2006 « L’Arbre des trois Régions » installé à Gignac (Lot)[32] à proximité du point de jonction des Régions Aquitaine, Midi-Pyrénées et Limousin, puis Nouvelle Aquitaine et Occitanie, des provinces Périgord, Quercy et Limousin, des départements Lot, Dordogne et Corrèze

### Commandes privées (entreprises)

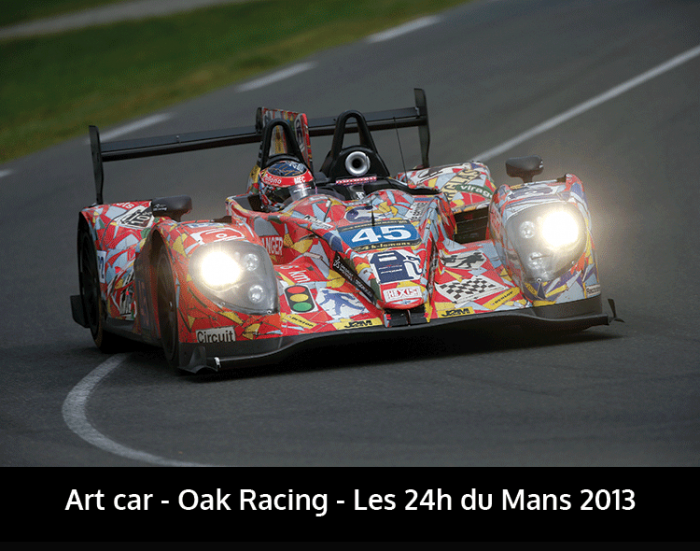
En 2013, Fernando Costa crée l'Art Car des 24 Heures du Mans

- Deux œuvres de 200 × 150 mm et 120 kg chacune[33], l'une en acier brut, et l’autre peinte en Bleu Millenium, couleur figurant dans le nuancier de la DS 3 Crossback pour accompagner la présentation publique de la nouvelle voiture en 2018
- création d'une SmART Art pour un particulier Parisien en 2014[34]
- Sculpture métallique (3,5 mètres, 3 tonnes) réalisée pour Suturex & Renodex (Sarlat) à l’occasion du 50e anniversaire de l’entreprise (2003)
- Sculpture urbaine, pharmacie Lagoubie, Sarlat-la-Canéda (6 mètres)[35]
- Sculpture Pyramide pour GB Immo (Toulouse)
- "Art car" officielle du 90e anniversaire des 24 Heures du Mans en juin 2013[36],[37],[38] - entrée au musée des 24h du Mans en 2017[39]
- Fondation Colas 2014[40],[41]

## Filmographie
- Reportage sortie DS3 Crossback[42]
- Reportage France 3 Aquitaine (18 novembre 2018)[43]
- Reportage France 3 émission Cap Sud-Ouest (de 13 min 50 s à 18 min 45 s)[44]
- Reportage France 3 (épisode 2 - 2 juillet 2015)[45]
- Reportage France 3 (épisode 1 - 2 juillet 2015)[46]
- Reportage France Info Culture (25 mars 2015)[47]
- Reportage sur France TV Info[48]
- Reportage défilé "Aventures des toiles" collection Costa[49]

## Galerie

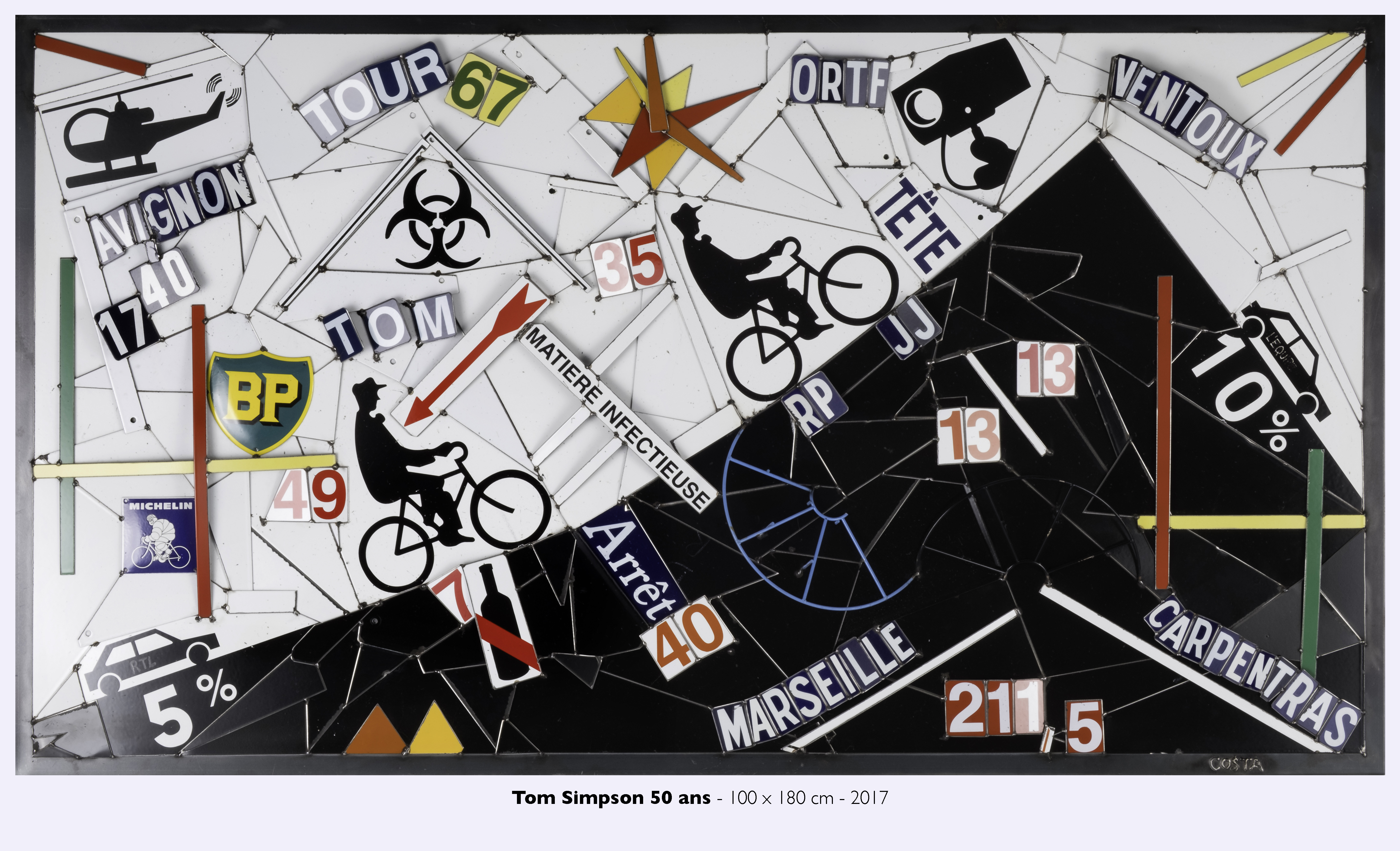
Hommage à Tom Simpson 2017 – 100 × 180 cm
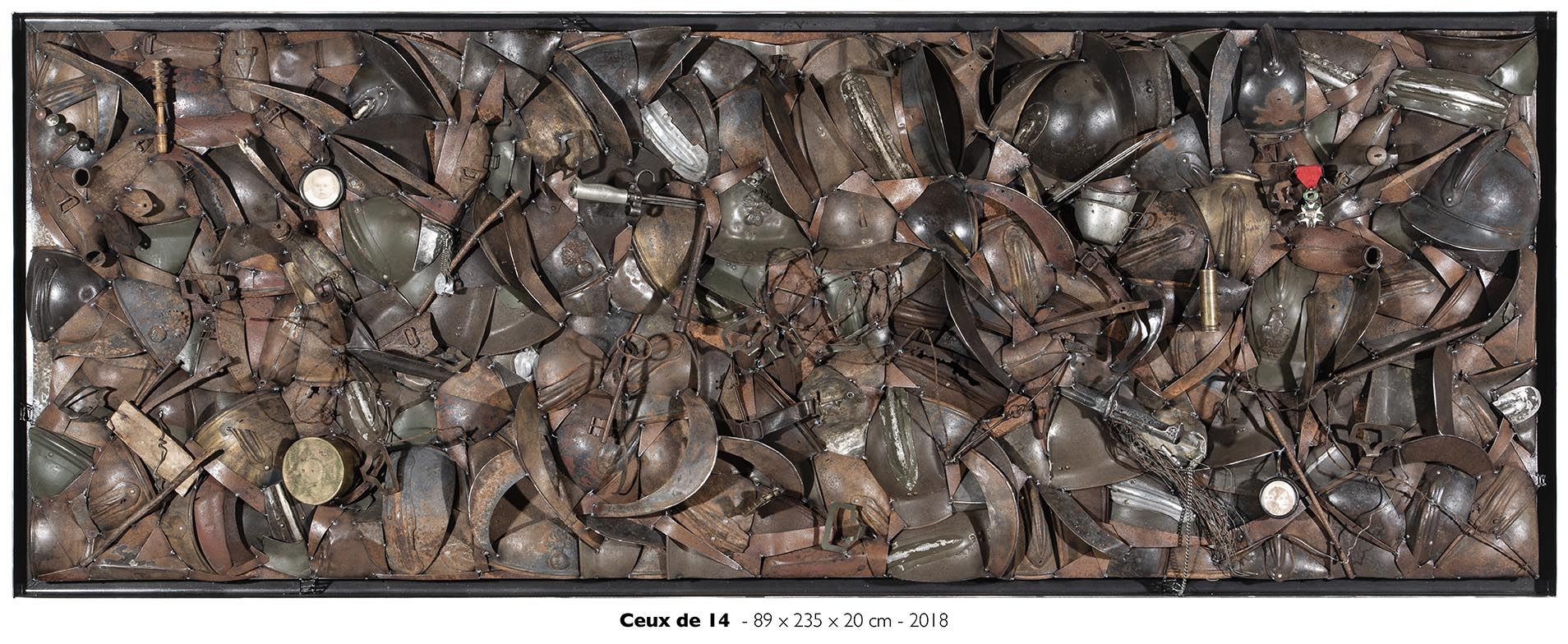
Hommage aux Poilus de la Grande Guerre - novembre 2018
Hommage à Picasso : Guernica
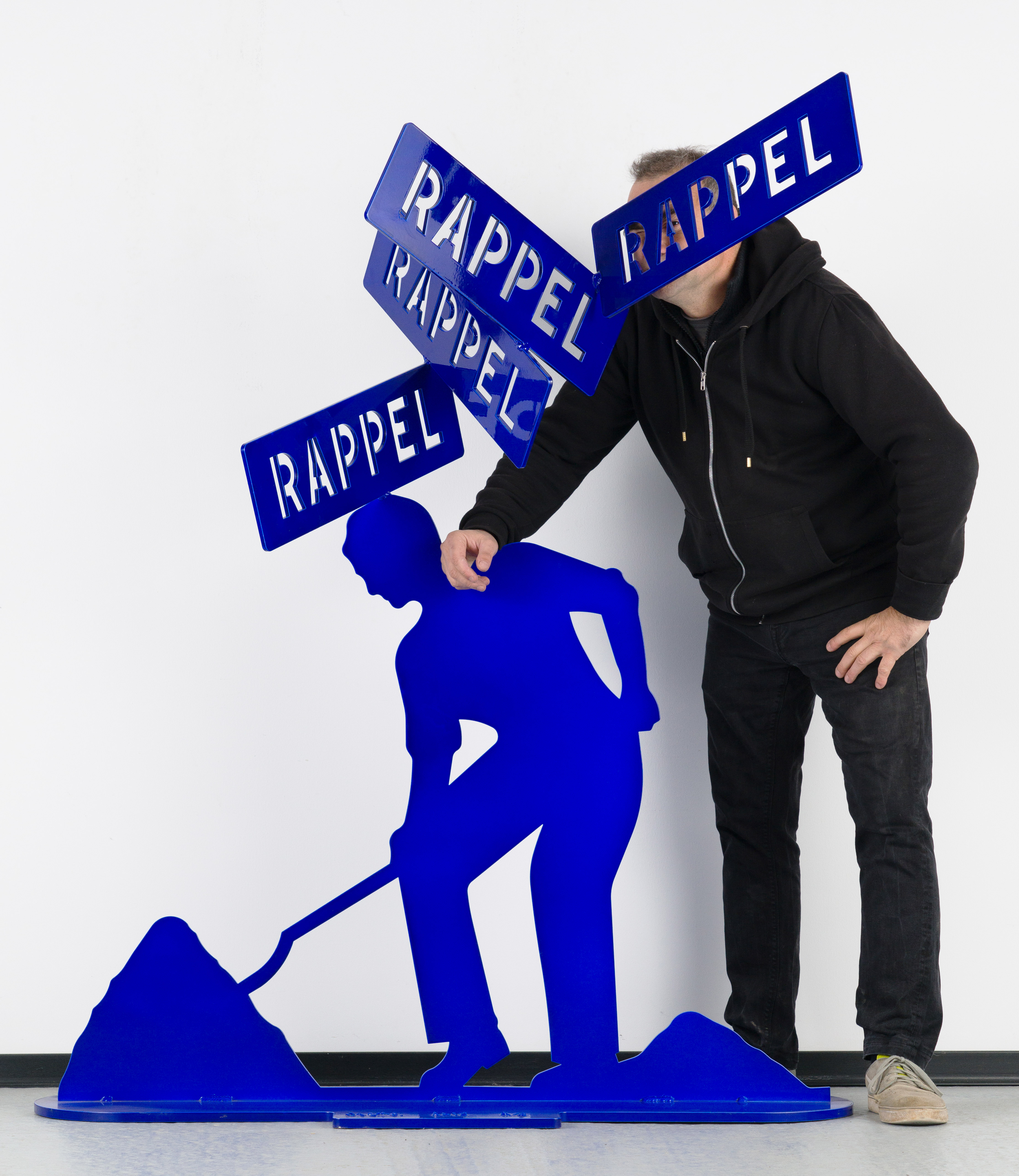
Costa utilise les panneaux routiers mais rend aussi hommage à ceux qui travaillent sur les routes
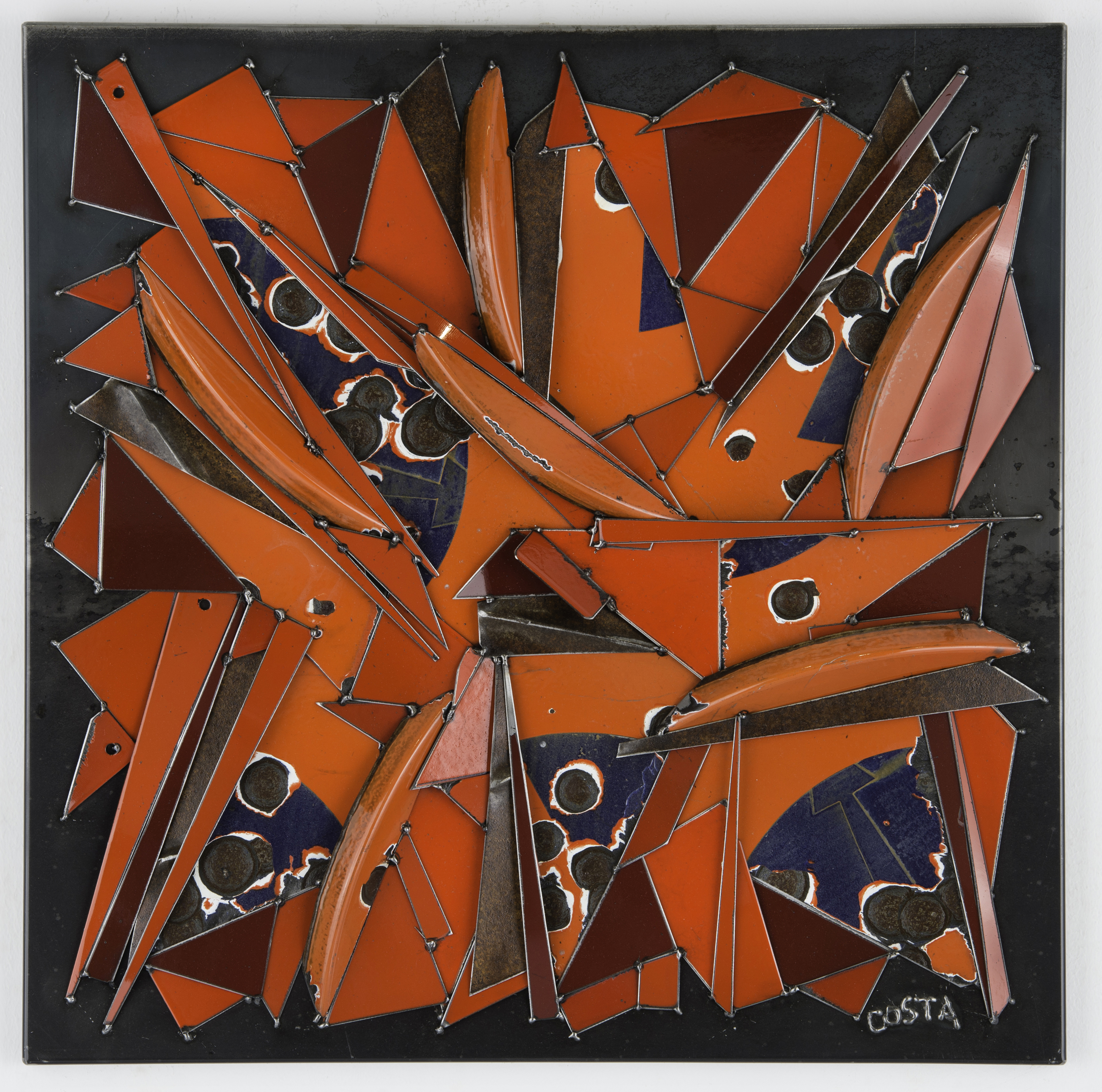
vieux panneaux avec impacts de balles, recto verso
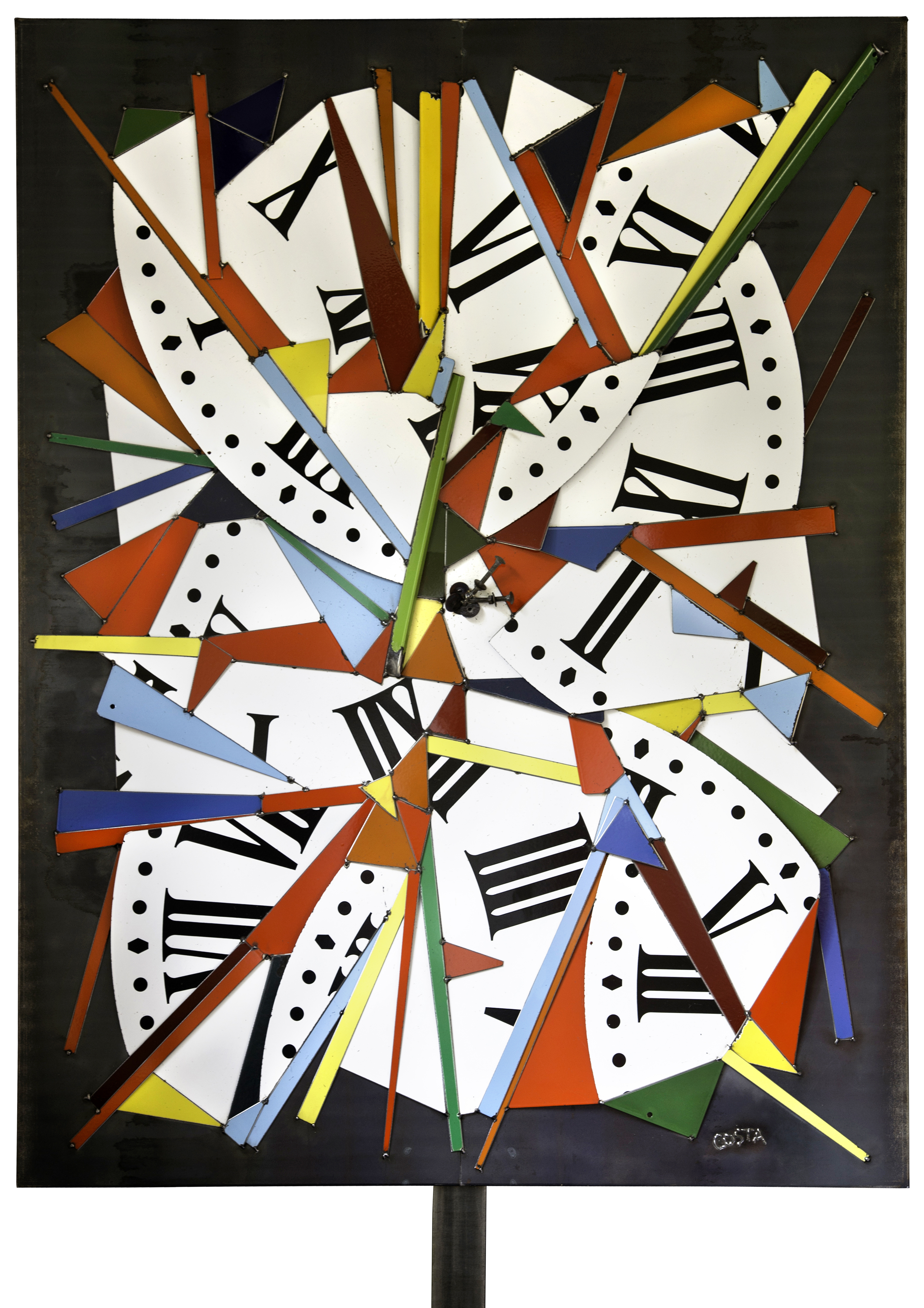
découpes d'horloges et chutes de panneaux recomposées sur plaque métallique.
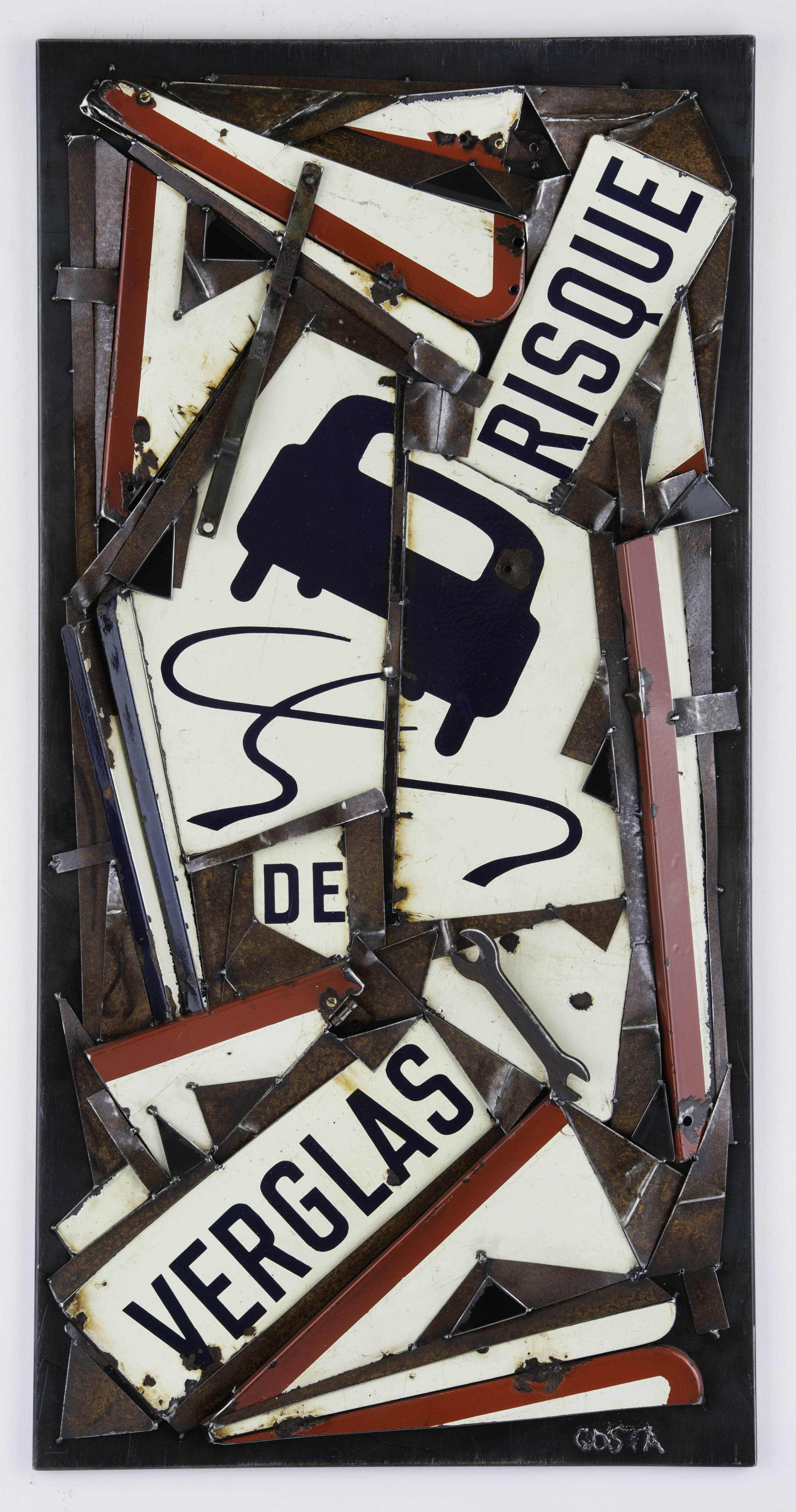
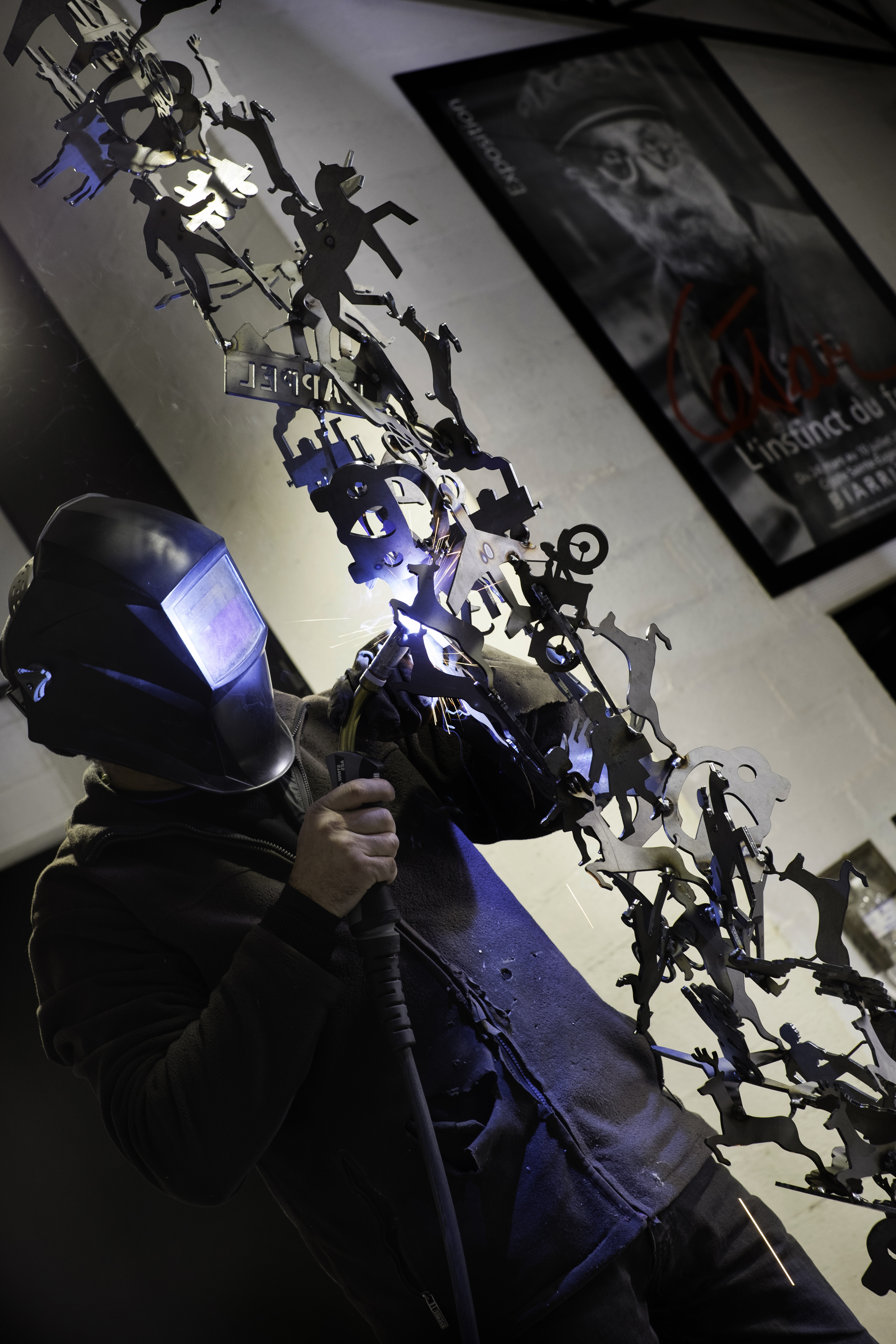
Fernando Costa dans son atelier près de Sarlat en Périgord
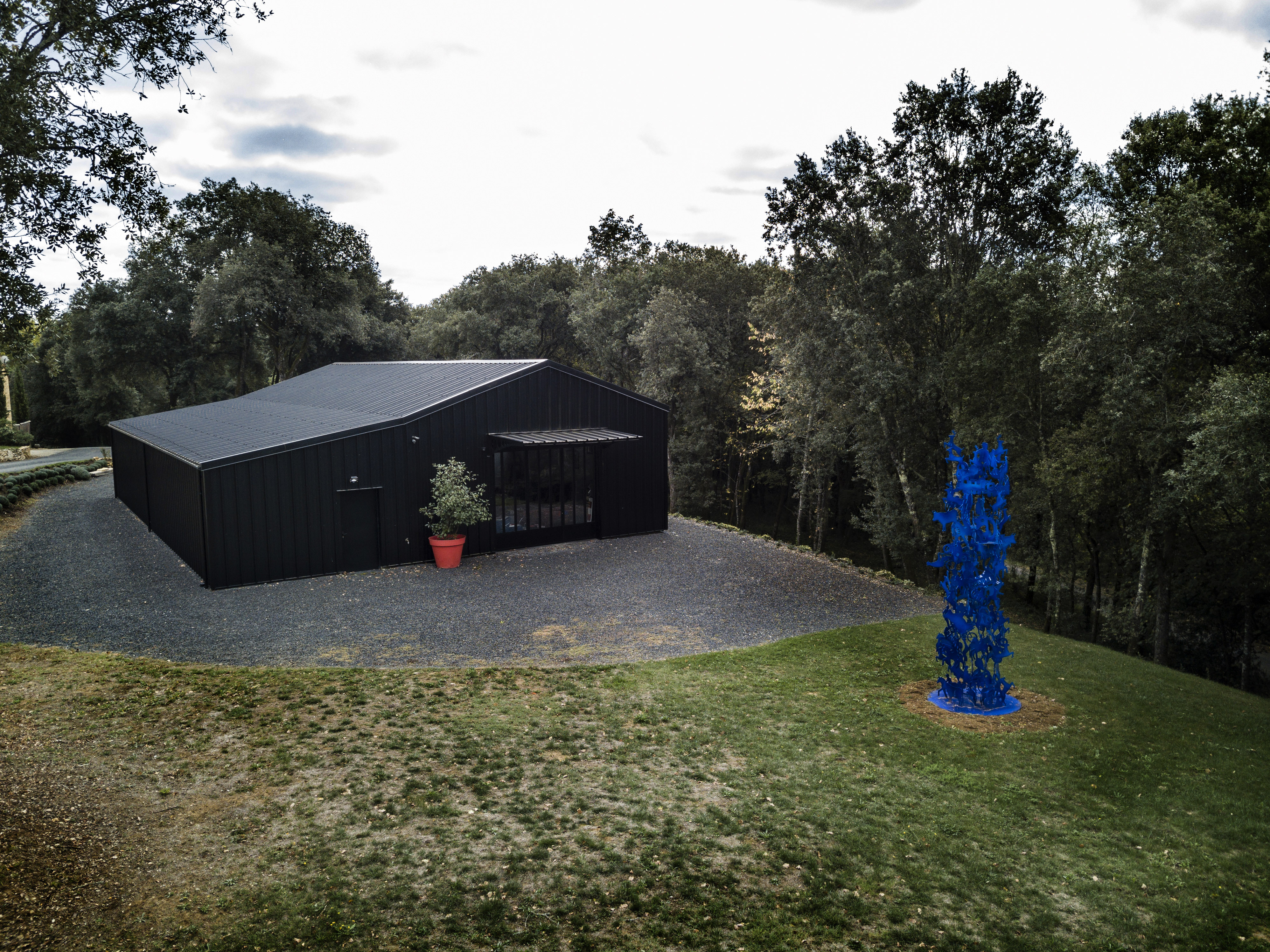
l'atelier de l'Artiste, près de Sarlat en Périgord